# 라이언 셰이
라이언 셰이 (Ryan Shay, 1979년 5월 4일 ~ 2007년 11월 3일)는 미국의 장거리 달리기 선수이며, 부인인 앨리시아 크레이그 또한 장거리 달리기 선수이다.

## 생애

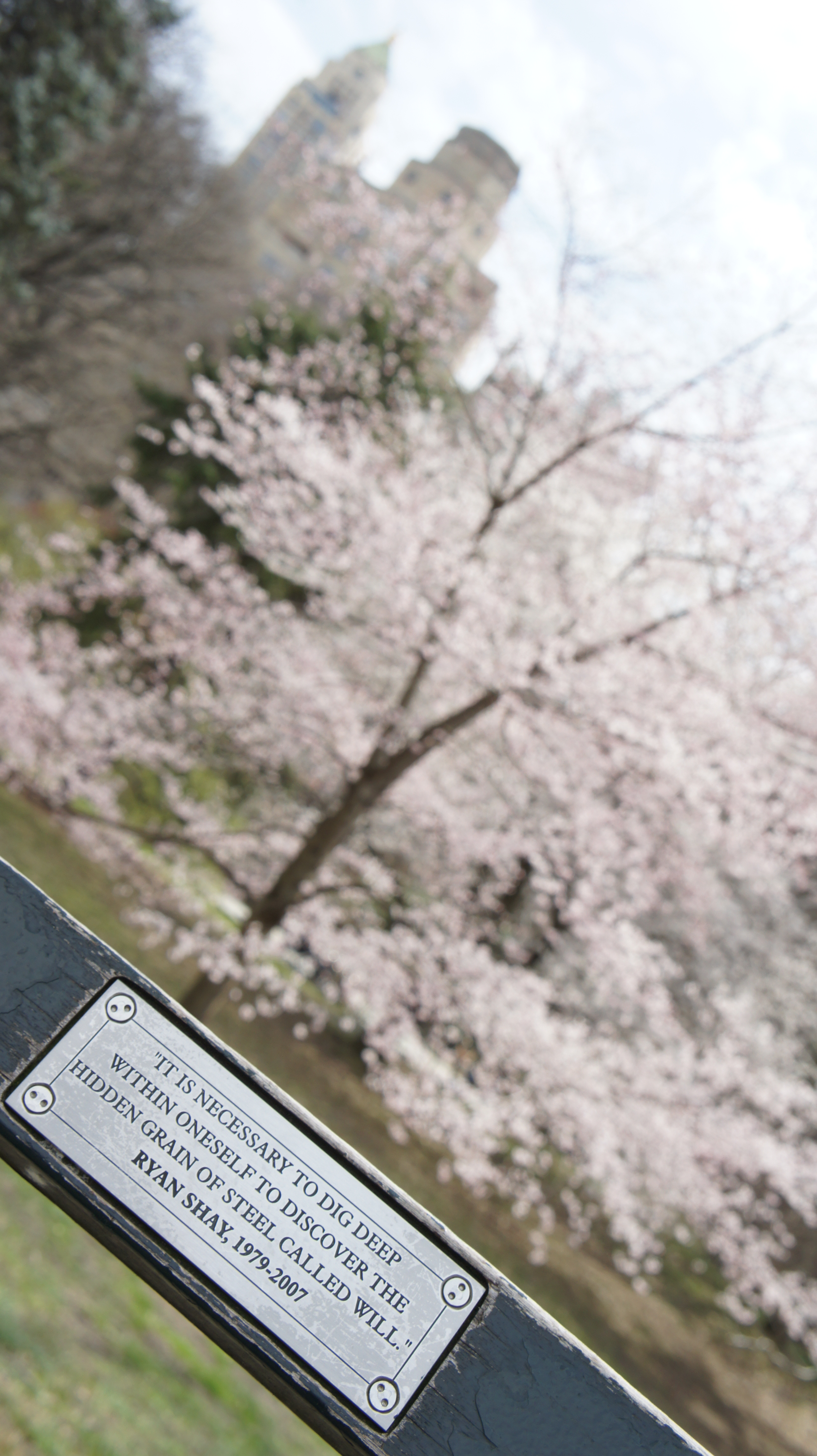
센트럴파크 벤치에 있는 기념패

미시간주의 입실란티 출생이며, 노터데임 대학교를 졸업하였다. 이후 마라톤이나 하프 마라톤 등 다양한 거리를 달리는 경주 대회에서 우승을 차지했으며, 2003년 세계 육상 선수권 대회에 출전하기도 했다. 그 뒤 2004년 하계 올림픽 국가대표 선발전에서 23위를 기록했으며, 2005년 IAAF 세계 하프 마라톤 선수권 대회에서 남자 부문 15위를 기록했다.
2007년 11월 3일 뉴욕에서 열린 2008년 하계 올림픽 국가대표 선발전에 참가했으나, 약 5.5 마일을 달린 뒤 의식을 잃고 쓰러져 레녹스 힐 병원으로 옮겨졌으나 1시간 뒤 심근 경색으로 사망했다.